# Adolf Pfister

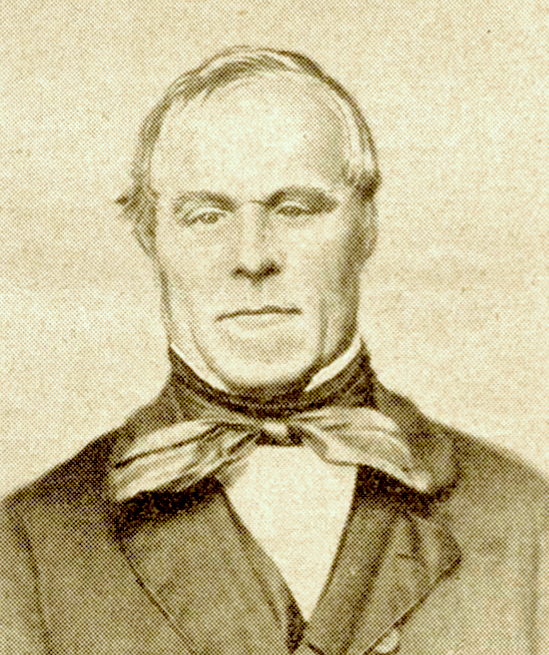
Adolf Pfister (1810–1878)

Adolf Pfister (* 26. September 1810 in Hechingen, gest. 29. April 1878 in Oberdischingen) war ein katholischer Priester, Pädagoge und Schriftsteller.
Adolf Pfister war der dritte Sohn des Hechinger Volksschullehrers Johann Pfister und seiner Ehefrau Viktoria, geborene Demeter. Ursprünglich ebenfalls für den Lehrerberuf bestimmt, wurde Adolf unter dem Einfluss seines Onkels Ignaz Anton Demeter zum katholischen Priester ausgebildet. Demeter, zu der Zeit Pfarrer in Sasbach in der Ortenau, erteilte seinem Neffen zunächst selbst altsprachlichen Unterricht und brachte ihn im Priesterseminar in Straßburg unter, wo Pfister ein Theologiestudium absolvierte. 1833 wurde er von Freiburger Weihbischof Vicari zum Priester geweiht.
Als Vikar kam Pfister zurück zu seinem Onkel nach Sasbach und wechselte mit Demeter noch im gleichen Jahr nach Freiburg, nachdem dieser in das dortige Domkapitel berufen wurde und als Münsterpfarrer installiert war. Dass Demeter seinen Neffen als Münsterkooperator beschäftigte, erregte so großen Unmut, dass Pfister nach einem Jahr in die Heimat zurückkehrte und in Steinhofen bei Hechingen erneut als Vikar tätig war. 1838 kam Pfister als Pfarrverweser nach Dotternhausen. Mit dem Erwerb der württembergischen Staatsbürgerschaft konnte er 1839 seine erste eigene Pfarrstelle in Roßwangen antreten. 1841 übernahm er die Pfarrei in Rißtissen, bis er 1867 zum Stadtpfarrer von Ehingen (Donau) befördert wurde, wo er bis zu seinem Tode amtierte. Im gleichen Jahr verlieh ihm die Katholisch-Theologische Fakultät der Universität Tübingen den Grad eines Doktors der Theologie. Seine letzten Lebensmonate verbrachte Pfister krankheitshalber bei seinem Bruder Guido in Oberdischingen, wo der am 29. April 1878 verstarb.
Neben seinen seelsorgerischen Pflichten war Pfister auch mit schulischen Aufgaben betraut, u. a. als Schulinspektor des Bezirkes Ehingen. Zugleich war Pfister über viele Jahre fleißiger Schriftsteller und Redakteur von katholischen Zeitschriften und Sammelwerken: So als Redakteur des Katholischen Kirchenblattes (1857–1859), des Süddeutschen katholischen Schulwochenblattes (1861–1867) und Mitredakteur des Magazins für Pädagogik (1868–1872). Noch in der Zeit in Rißtissen entstand in Zusammenarbeit mit dem Pfarrer Hermann Rolfus die vierbändige Realenzyklopädie des Erziehungs- und Unterrichtswesens, die in der von 1863 bis 1866 erschienenen Erstauflage mehr als 1100 Stichwörter umfasste.

## Schriften
- Studiosus orans, seu collectio precum sacrarum. Ehingen: Thomas Feger, 1844

- Unterricht über das Werk der Glaubensverbreitung und Andachten zum öffentlichen gemeinschaftlichen Gebrauche für die Mitglieder des Missionsvereins : nebst kurzer Beschreibung des Bonifacius-Vereins und Andachten für die Brüder und Schwestern desselben. Freiburg: Herder, 1850

- Die Rosenkranzbruderschaft. Ein Unterrichts- und Erbauungsbüchlein für die Mitglieder derselben und für alle Freunde des Rosenkranzgebetes. Nebst Andachten zur Besuchung des heiligen Altarsakramentes. Schwäbisch Gmünd: Schmid, 1851

- Maria von Trost. Ein Handbüchlein für die Mitglieder der unter diesem Titel bestehenden Erzbruderschaft. Baustetten 1855

- Gespräche über die wahre und falsche Katholizität. Ein Wort an alle deutschen Protestanten und Katholiken, zum Verständnisse des Stuttgarter Kirchentages. Ehingen 1857

- Vollständiges, katholisches Gebet- und Betrachtungsbuch für den häuslichen und öffentlichen Gottesdienst. Freiburg: Herder, 1858

- Die Nachfolge Christi. Aus dem Lateinischen übersetzt, und mit dem Lebensabrisse des gottseligen Thomas, mit practischen und erbaulichen Uebungen, sowie mit den gewöhnlichsten Gebeten und Ablaßandachten auf's ganze Jahr versehen. Freiburg: Herder, 1860

- Die Bruderschaft vom guten Tode unter dem Titel der Todesangst Christi Jesu und seiner schmerzhaften Mutter Maria . Stuttgart: Gebr. Scheitlin, 1860

- Die Skapulier-Bruderschaft. Ein Unterrichts- und Erbauungsbüchlein zunächst für die Mitglieder dieser Bruderschaft, und dann für jeden Erbauung suchenden Christen. Biberach: Dorn'sche Buchhandlung, 1861

- Mit Rolfus, Hermann: Real-Encyclopädie des Erziehungs- und Unterrichtswesens nach katholischen Principien, 4 Bände,  Mainz: Kupferberg, 1863–1866 (| Digitalisate)

- Kinderlegende. Ein Schul- und Familienbuch mit Bildern und Dichtungen. Freiburg: Herder, 1864